# ボンバーマンランド Wii
『ボンバーマンランド Wii』は、2007年3月8日にハドソンから発売されたWii用アクションゲーム。Wiiにおけるボンバーマンシリーズ第一作目。
ボンバーマンランドシリーズのひとつで、ミニゲームをプレイするランドモード、アトラクションモードと、ボンバーマン同士で対決するバトルモードを収録。

## ランドモード
1人用のモード。アトラクションの得点ランク（A〜E）に応じて獲得ピースが異なるランキングシステムとなっている。
クエストモードでポイントを集めて着せ替えアイテムが購入できる。

## アトラクションモード
ランドモードでプレイしたアトラクションを任意にプレイできる。
ランドモードでライバルキャラ（くろボンやゴールド団など）が相手だった一部のアトラクションは複数人数の対戦プレイが可能。

## バトルモード
4人までの対戦モード
- ノーマルバトル
- スターバトル - ソフトブロックに隠れているスターを多く集めたプレイヤーが勝利する。
- ポイントバトル
- クラウンパトル - 画面左端からスタートし、右端のクラウンを目指す。
- とことんバトル
- Wiiバトル - ポインティングでボムを設置して敵を倒す。